# Gilbert Plains
Gilbert Plains est une municipalité rurale du Manitoba située à l'ouest de la province dans la région de Parkland. La population de la municipalité s'établissait à 834 personnes en 2006. La ville de Gilbert Plains est enclavée dans le territoire de la municipalité.

## Territoire
Les communautés suivantes sont comprises sur le territoire de la municipalité rurale:
- Ashville
- Venlow

## Démographie
| 2001 | 2006 | 2011  | 2016  |
| ---- | ---- | ----- | ----- |
| 867  | 834  | 1 623 | 1 470 |

## Référence
- (en) Cet article est partiellement ou en totalité issu de l’article de Wikipédia en anglais intitulé « Rural Municipality of Gilbert Plains » (voir la liste des auteurs).

1. ↑  « Statistique Canada - Profils des communautés de 2006 -    Gilbert Plains » (consulté le 4 juin 2020)
2. ↑  « Statistique Canada - Profils des communautés de 2016 -   Gilbert Plains » (consulté le 3 juin 2020)